# 臼太鼓
臼太鼓（ウスデーク）は、沖縄本島、その周囲の島々にて女性だけが行う、神に豊年満作を祈願する円陣舞踊。謡と太鼓に合わせて10曲程を踊る。
現在では、沖縄本島を中心に約60か所ほどで伝承が確認されている。また、比較的旋律を長く伸ばして歌う曲が多いことが特徴。
本項では、沖縄県名護市嘉陽地区の臼太鼓について解説する。

## 名護市 嘉陽地区の臼太鼓
沖縄県名護市嘉陽地区では、毎年、旧暦の8月15日に遊び庭（アスイマー）で行う。初めに、旧暦の8月11日に天仁屋殿内（ティンナドゥンチ）にて、酒や果物を供え、豊年、厄払いの祈願をした後、奉納の踊りをする。踊り手は老人女性や婦人で、古くから継承されている。衣装は、紺地の着物に、水玉手ぬぐいを前結びに鉢巻をして、紫帯を前結びに締めている。 太鼓は、戦前は締太鼓が使われていたが、現在は、鋲留め太鼓が使われている。

## 起源
起源は明らかにはなっていないが、かなり古くから続いている歴史ある行事である。

## 曲目
嘉陽地区の臼太鼓で、現在まで残り上演されている曲は、9曲ある。
入場曲
- いかりかり

臼太鼓の冒頭で、円陣を作る際に歌う。
踊り曲
- 金武節（きんぶし）
- 干瀬節（ひしぶし）
- 思や木（うむやぎー）
- 仲村渠節（なかんかりぶし）
- 東駒節（ひがしくまぶし）
- 恩納節（おんなぶし）

退場曲
- 今日ぬ誇らさ（きゆぬふくらさ）

ちらし曲
- 九年母ん木（くぬぶんぎー）

退場後に再び円陣を作り踊る。